# Levántate y muere
Levántate y muere es el decimosexto álbum, el cuarto en directo de La Polla Records, grabado durante la gira de conciertos de 2019 “Ni descanso, ni paz!”.
La Polla Records regresaba a los escenarios en 2019, después de 16 años separados, en un tour que pudieron disfrutar en directo 100.000 personas en España y otras 45.500 en América.
Salió a la venta el 30 de octubre de 2020 en los formatos CD y Vinilo más DVD. 
La grabación y producción de sonido ha estado en manos de Haritz Harreguy, quien ya trabajó con la banda en su anterior referencia “Ni descanso, ni paz!” (2019). La grabación audiovisual corrió a cargo de la productora Tamboura Films y está dirigido por el cineasta y documentalista Javier Corcuera ganador de un Goya por el cortometraje ‘La voz de las piedras’ del film ‘Invisibles’.
El grupo regresaba con su formación al completo. En sus filas podemos ver a los cinco músicos que ofrecieron sus últimos conciertos en 2003: Evaristo, Sumé, Abel, Txiki y Tripi. Con este trabajo que incluye 44 canciones celebran ahora nada menos que el 40 aniversario del grupo.
Las imágenes que encontramos en el DVD muestran la potencia de la banda en plena forma, acompañada de la euforia y emoción de los miles de personas que lo disfrutaron en directo. Está grabado en los conciertos del Bizakaia Arena BEC! de Barakaldo (Vizcaya) y es una muestra de lo que se repitió en todos los conciertos de la gira que también pasó por Madrid, Barcelona y Valencia -tenieindo que repetir en todas las ciudades-, así como en Argentina, Uruguay, Chile y Perú. Este disco en directo cuenta con la mejor producción que la banda ha tenido nunca.

## Personal
- Evaristo - Voz.
- Txiki - Guitarra solista, coros.
- Sume - Guitarra rítmica, coros.
- Abel - Bajo.
- Tripi - Batería.